# 湯德章紀念公園
湯德章紀念公園，亦稱民生綠園，舊稱大正公園 。是紀念二二八事件受難者湯德章律師的公園，位於臺灣臺南市中西區，為七路交匯之圓環、臺南市之道路中心、台20線起點。

## 沿革
此地一帶於清領時期稱為「牛屎埕」或「三界壇」，為臺南城最高點鷲嶺之南坡。其中牛屎埕一名可能訛自「御史埕」，因御史衙曾設於附近。此外清朝府城名士林朝英的宅邸亦在這一帶。「三界壇」係道教廟宇，原址位於今民生路，唯已不存。

### 防火空地

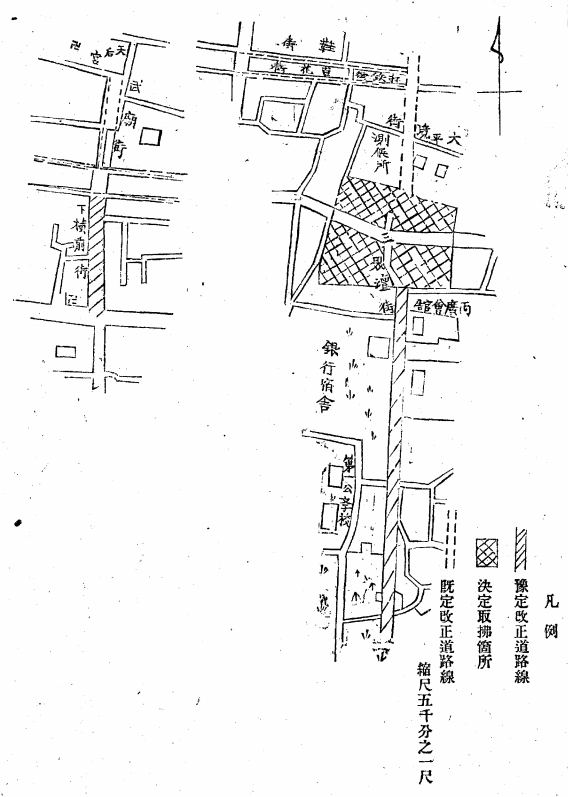
1906年臺南廳告示131號附圖：右圖斜線部分即為公園的前身

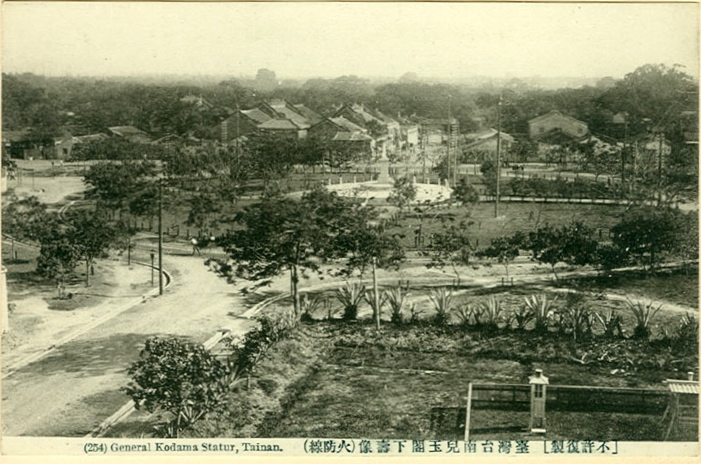
市區改正初期之風景明信片，可見園中壽像。後方為兩廣會館

1906 年，臺南廳以「因防備火災及他緊急上起見」為由，以告示第131號，計畫在三界壇街開闢空地，並同時拓寬龍王廟街、下橫街等道路（今南門路與忠義路）。而三界壇街所開闢的空地，就是湯德章紀念公園的前身。
於1907年11月3日，空地內豎立「兒玉壽像」，此為紀念臺灣第四任總督兒玉源太郎。此像由地方發起設立，由義大利佛羅倫斯名工製作，且在台北新公園、台中公園亦設置相同之雕像。臺南之兒玉壽像是由嘉義廳以南七個廳的臺人發起，以蔡國琳為代表，尚有吳子周、高朝鳳、盧德祥、陳中和、蘇雲梯、葉瑞西、翁煌南、黃有章、林玉昆、吳克明、鄭逢春。時至今日，仍有老一輩臺南人仍以臺灣話稱該地為石像（白話字：chio̍h-siōng）。壽像在二戰後遺失，2015年12月在市定古蹟日軍步兵第二聯隊官舍群地板下尋獲，僅殘頭部，經鑑定，材質為雪花石膏。

### 闢為圓環

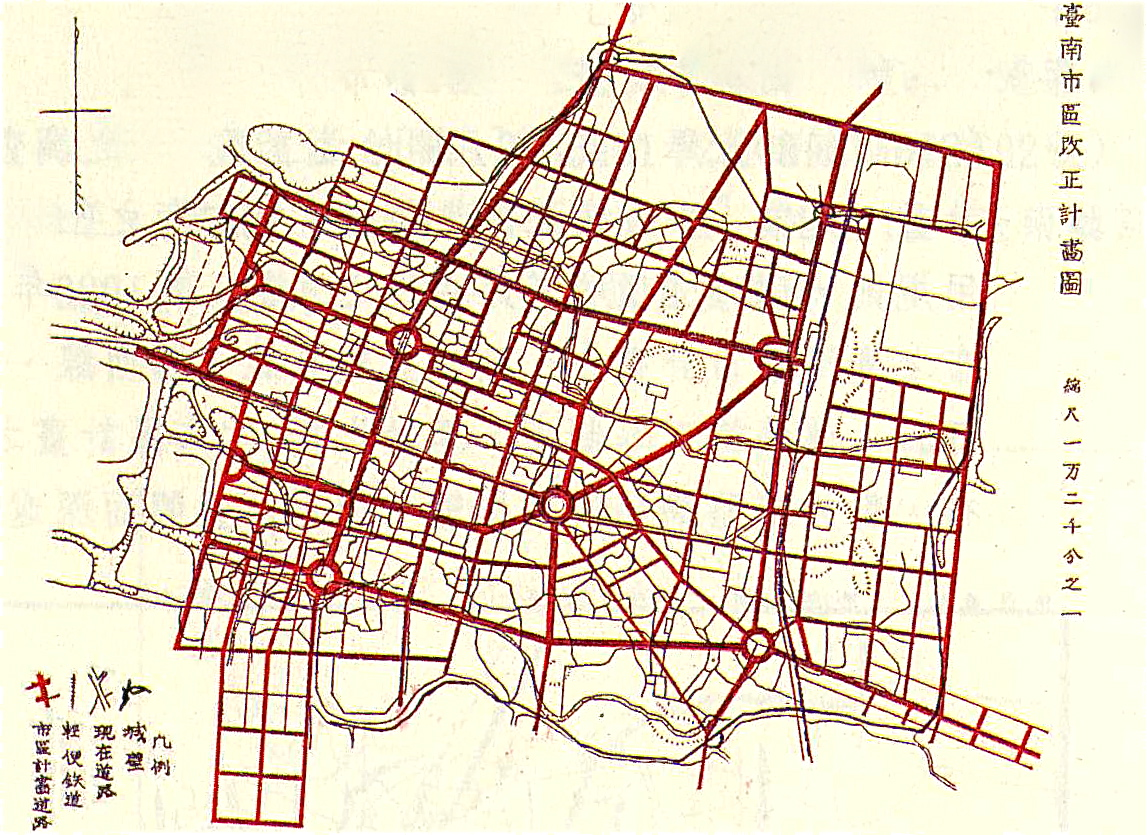
1911年臺南市區改正計畫圖，大正公園為位圖正中央

1911 年公佈的臺南市區改正計畫中，拆除城壁作為幹線道路，並導入歐美之幾何型「街廓」概念。此計畫最終使臺南出現格子狀道路及圓環系統，並將防火空地闢建為圓環，作為都市計畫之中心點，放射狀分出七條大道通往市區各處，當時的行政中心─臺南廳廳舍以及其他大小官署亦坐落於此。
1916 年臺南市制訂町名時，一度計畫將本園命名為「兒玉公園」，以與石像相稱。但最後以所在地大正町命名為大正公園。
戰後，臺灣由國民政府接管。伴隨全市路名重新編訂，此園一併更名民生綠園。民生綠園一名此後使用超過半世紀，至今仍是最為人熟悉的名稱。

### 戰後至今
1947年，二二八事件爆發。事件中，律師湯德章出面維持城內秩序，反遭軍隊以叛亂罪名於此處槍決。但隨後臺灣高等法院臺南分院宣判湯德章無罪。
1997年臺南市首任民主進步黨籍市長張燦鍙上任後，翌年2月27日宣佈將民生綠園更名湯德章紀念公園，於湯德章遭槍決處豎立半身胸像以為紀念。

#### 孫文銅像維護拆除之討論
2014年前，圓環中央曾樹立中華民國國父孫中山銅像。至於其由來則有兩種說法：其一為1964年臺南市政府以新臺幣31萬元之公務預算請留日藝術家劉獅雕塑；其二則為1975年時，由臺南第一國際獅子會捐贈豎立。
2013年初，臺南第一國際獅子會向市府陳情，認為孫文銅像豎立已久，恐有殘破、倒毀的危險，為免傷及行人，希望市府協助移置孫文銅像；民進黨籍市長賴清德則表示，市府將研議訂定「湯德章紀念日」，並協助移置。此舉遭國民黨臺南市黨部主委謝龍介反對，聲稱銅像除基座損耗外幾乎沒有破損，並主張如果存在傾倒危險，市府應該編列預算加以修復維護而非拆除移置。
臺南市政府文化局指出，市定古蹟「原臺南大正公園」（即本公園）為日治時期輻輳市區各地的重要地景，與鄰近的原臺南州廳（今國立台灣文學館）、州會（前市議會）、警察署（臺南市美術館1館）、合同廳舍（今消防史料館）及林百貨等皆是日治時期「市區改正」的歷史見證建築物；而孫文銅像非市定古蹟「原臺南大正公園」的內容，而是戰後才加置，因此遷移之不僅有助於隱藏其下日治時期塔身遺構之考察，民生綠園週邊歷史景觀的整體性對於本市的文化觀光也有相當助益。
2013年8月，市府派遣人工企圖拆除孫文銅像，但國民黨籍人士紮營在銅像周圍守衛保護。2013年9月2日，前民進黨籍市長張燦鍙稱孫文不存在爭議，建議解決銅像安全問題後維持現狀。在國民黨團人士紮營35天之後，臺南市政府決定讓步暫緩孫文銅像拆遷行動。

#### 孫文銅像破壞事件
2014年2月22日，公投護台灣聯盟總召集人蔡丁貴等數十人以兩條繩索套牢孫文銅像脖子，用人力將其拉倒，並在銅像噴上「ROC OUT」（英文，意為中華民國滾出去）等字樣。後來檢警調查倒下的銅像後，發現銅像是從小腿處斷裂且裂痕相當整齊，故有可能是先以工具切割後再用繩索拉倒。2017年2月15日，台南市政府將剩下的基座拆除。

#### 新藝術品
2018年12月7日，銅像原位豎立公共裝置藝術〈迎風〉，由藝術家莊靜雯設計。

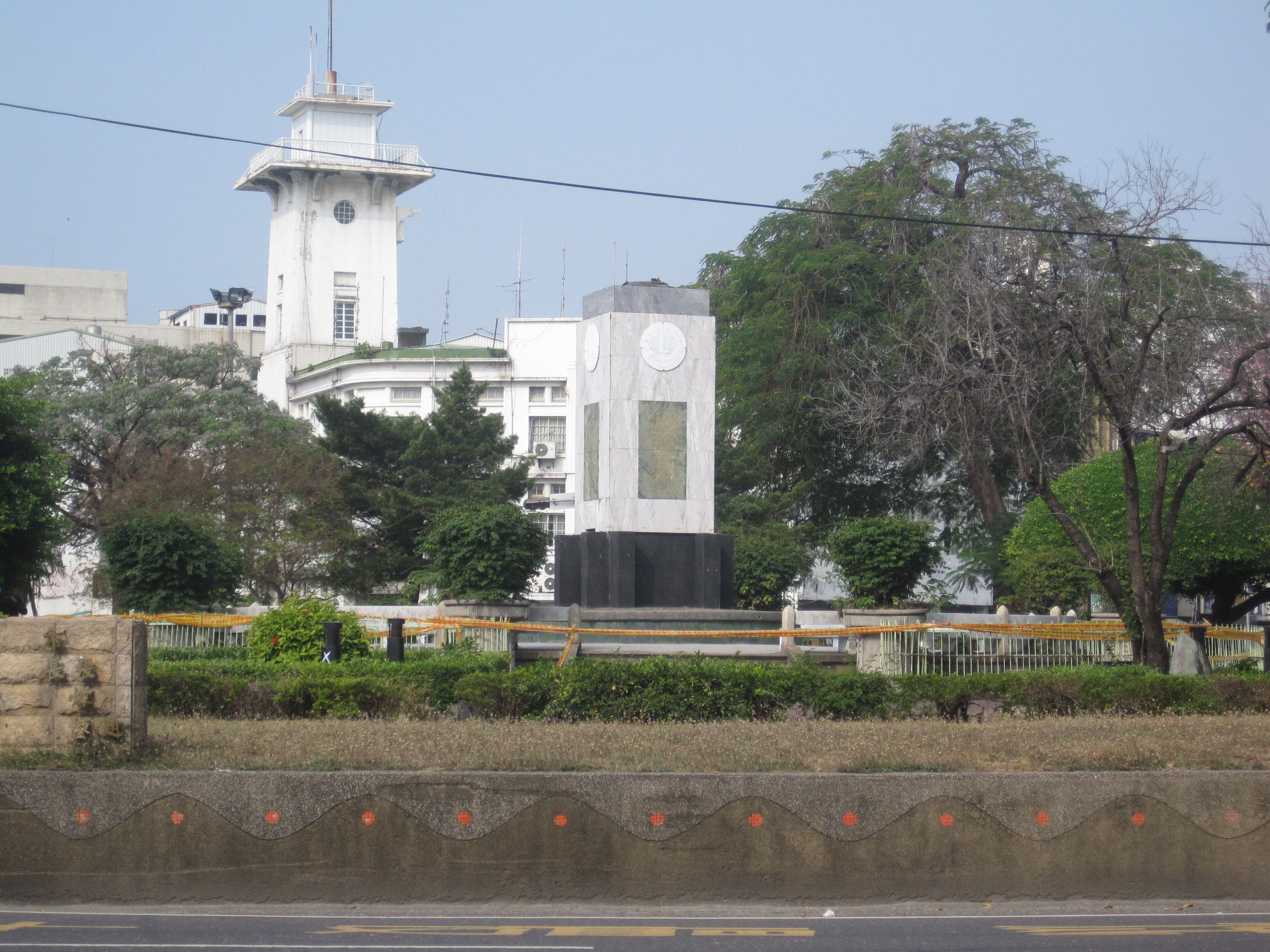
孫文銅像被拉倒後剩下的基座，攝於2014年3月2日
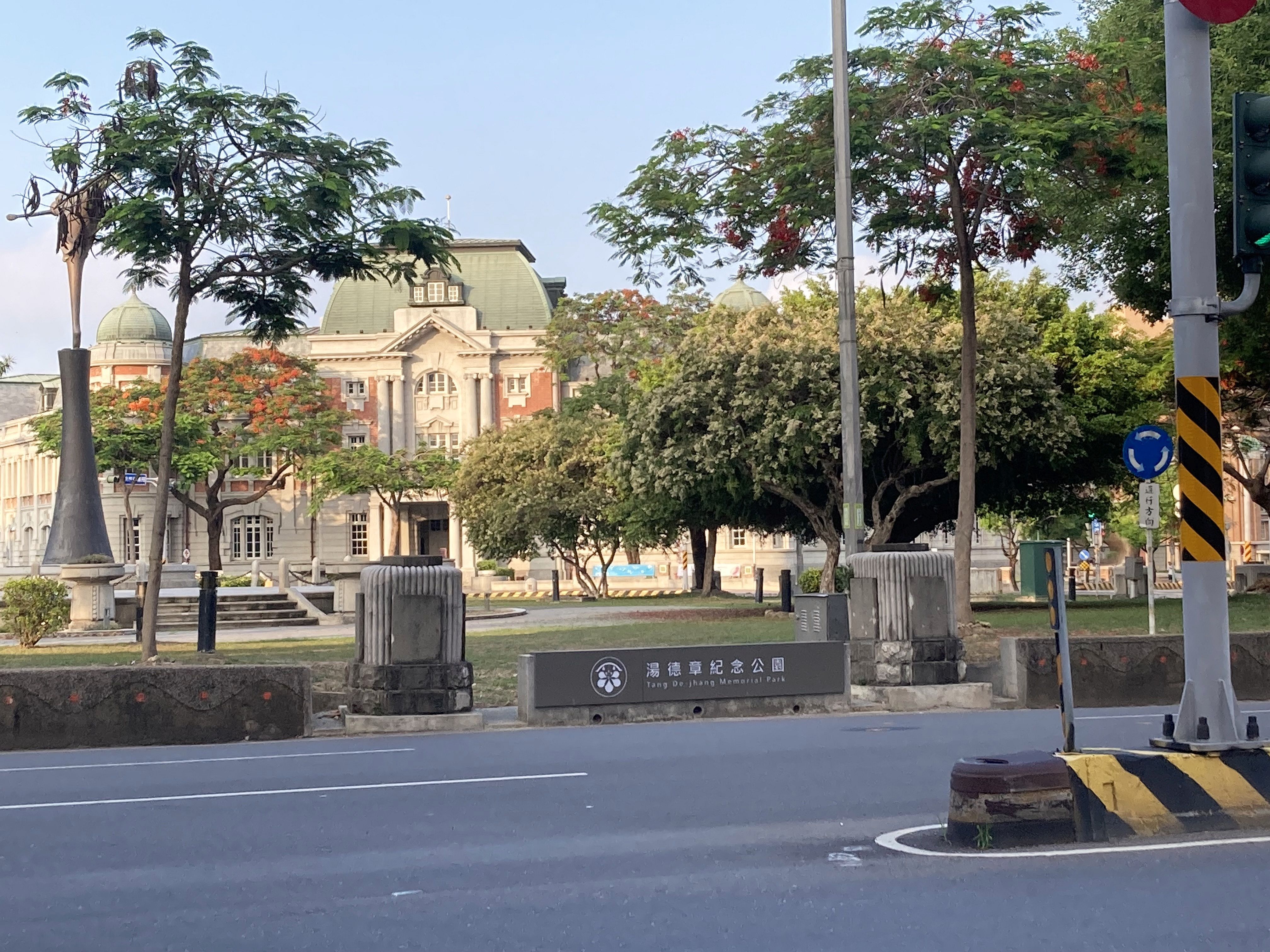
湯德章紀念公園看板，攝於2023年6月6日

## 交通
自都市計畫實施以來，圓環即為臺南市道路之中心，地位顯要，因七條路匯進，所以俗稱「七條通」。日治時期此地闢建花園町通、大正町通、清水町通、開山町通、幸町通、末廣町通、錦町通共七條道路。此七路多為市區主要道路，不但連絡鐵路車站及運河碼頭，甚至部分屬於縱貫道（今台1線前身）之一段。
然而，七條道路並非同時開闢，而是依計畫分期進行；花園町通及錦町通最早完成，1922年《臺南市全圖》中，末廣及開山為虛線表示，注釋為「市區改正豫定線」。1935年《臺南市街圖》則顯示開山町通仍未完成。
戰後七條道路別重新訂名公園路、中山路、青年路、開山路、文廟路、中正路、民生路，之後文廟路再併入南門路，以及圓環至忠義路口的中正路改名為湯德章大道。
| 路線示意圖    | 今名           | 舊名     | 終點                                                 | 說明                                     |
| ------------- | -------------- | -------- | ---------------------------------------------------- | ---------------------------------------- |
|               | 23公園路       | 花園町通 | 溪頂寮                                               | 縱貫道；因有臺南公園而得名，可直達台19線 |
| 中山路        | 大正町通       | 臺南驛   | 為台20線起點路段；直達臺南車站                       |                                          |
| 青年路        | 清水町通       | -        | 有臺灣府城隍廟以及東菜市，是中西區跟東區的交通要道   |                                          |
| 開山路        | 開山町通       | -        | 縱貫道；因有開山神社（延平郡王祠）而得名；直達大同路 |                                          |
| 23南門路      | 幸町通、文廟路 | 桶盤淺   | 有文廟（孔子廟）及大南門；可連絡台1線                |                                          |
| 226湯德章大道 | 末廣町通       | 臺南船溜 | 日治時期為臺南市中心；船溜即運河之碼頭               |                                          |
| 222民生路     | 錦町通         | 安平     | 今銜接安平路至安平區                                 |                                          |

日治時期之臺灣如同日本內地，道路通行方向為左側通行、圓環為順時針繞行。國府時期改為靠右行駛，圓環亦成為逆時針繞行。今日圓環分為內外二環，內側行駛快車、外側為慢車。

## 文化園區

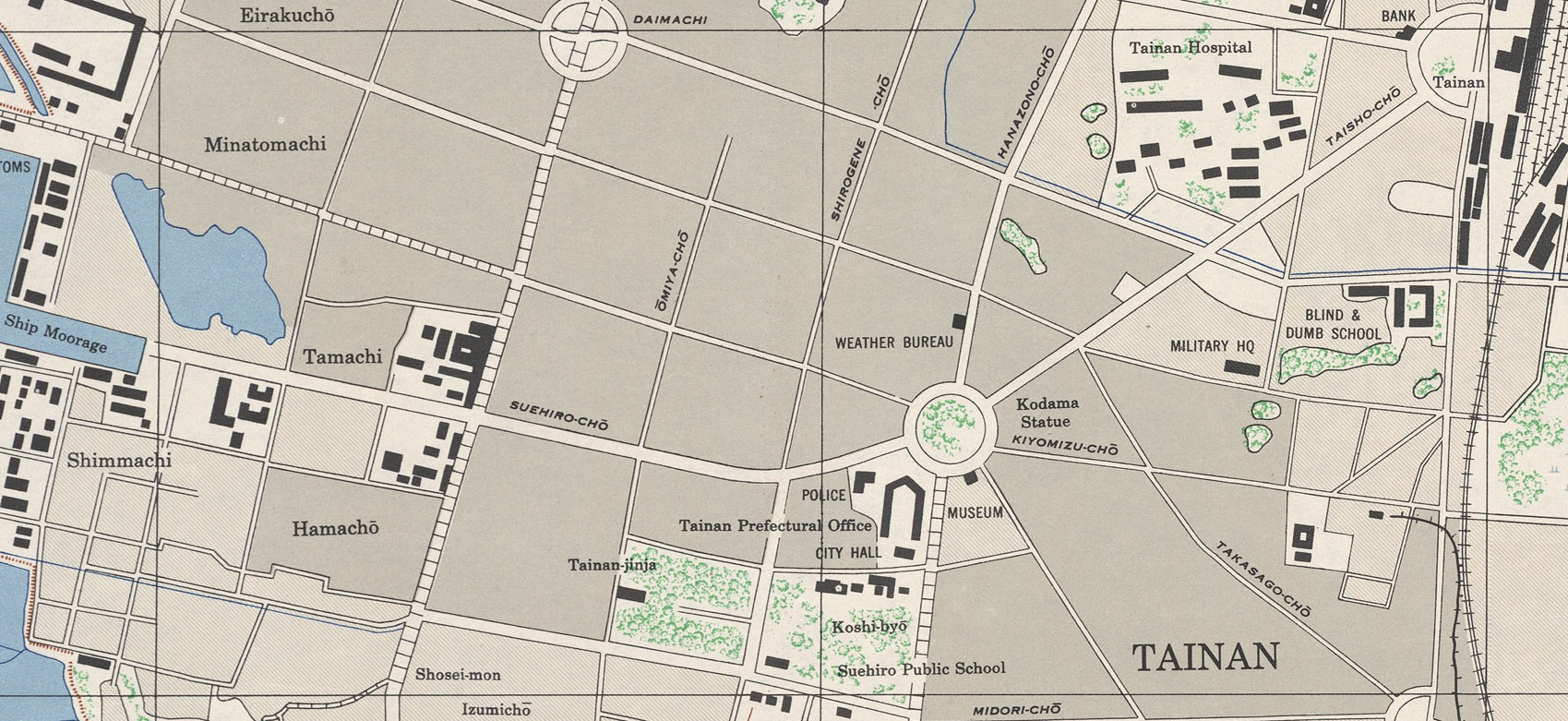
日治末期之地圖，園環註有Kodama（兒玉）雕像；並有道路連絡車站及運河。

昔日因殖民地統治者刻意營造威嚴性，加上昔日為商業繁盛，故此處亦有許多日治歷史建築。其中代表為1916年啟用的臺南廳舍，在1920年後成為臺南州廳，轄下臺南州包括今日之五縣市，二次世界大戰之後也曾作為市政府使用。
由於歷史建築（包括日治時期及明清古蹟）密集，許添財在臺南市長任內，成立民生綠園文化園區通稱此地。計包括：
- 開隆宮
- 天主堂
- 吳園（臺南公會堂）
- 太平境馬雅各紀念教會
- 臺灣首廟天壇
- 原臺南測候所
- 原臺南合同廳舍
- 三官廟
- 鄭氏家廟
- 原日本勸業銀行台南支店
- 林百貨
- 原臺南州廳
- 原臺南州會
- 原臺南警察署
- 原臺南武德殿
- 臺南孔子廟
- 臺南永華宮
- 原嘉南大圳組合事務所
- 原臺南地方法院
- 臺灣府城隍廟
- 鶯料理

在此範圍內，有部份建築毀於戰火或是拆除改建：
- 臺南郵便局
- 兩廣會館（日治時期教育博物館，曾為台灣最大粵式建築）
- 原臺南圖書館
- 臺南神社

## 外部連結
- 台南市中西區公所-民生綠園文化園區 （页面存档备份，存于）
- 原臺南大正公園——文化部文化資產局 （页面存档备份，存于）
- 臺灣大百科——原臺南大正公園 （页面存档备份，存于）